# Estanislao Struway
Estanislao Struway (Itá, 25 giugno 1968) è un ex calciatore paraguaiano, di ruolo centrocampista.

## Carriera

### Club
Ha iniziato la sua carriera nel Cerro Porteño, con il quale vinse per 3 volte il campionato paraguaiano negli anni 1987, 1992 e 1994.
Dopo il terzo "scudetto", il centrocampista lasciò il club per accasarsi al Racing Club di Avellaneda, in Argentina.
In seguito militò in diverse squadre sudamericane: Club Atlético Los Andes (Argentina), Sporting Cristal (Perù), Portuguesa e Coritiba (Brasile), per poi tornare nuovamente al Cerro Porteño nel 2000.
Nel gennaio 2001 fino agli ultimi anni da calciatore militò al Club Libertad, sempre in Paraguay, vincendo altri due campionati nel 2002 e nel 2003.

### Nazionale
Con la nazionale paraguaiana ha collezionato 74 presenze segnando 4 gol.
Ha partecipato a cinque edizioni della Copa América e ai Mondiali di calcio Giappone-Corea del Sud 2002 con il Paraguay allenato all'epoca da Cesare Maldini; nella rassegna iridata, in cui i sudamericani sono stati eliminati agli ottavi dalla Germania futura finalista, ha disputato tre partite segnando un'autorete nel pareggio per 2-2 ai gironi contro il Sud Africa.

## Statistiche

### Cronologia presenze e reti in nazionale
| Cronologia completa delle presenze e delle reti in nazionale ― Paraguay | Cronologia completa delle presenze e delle reti in nazionale ― Paraguay | Cronologia completa delle presenze e delle reti in nazionale ― Paraguay | Cronologia completa delle presenze e delle reti in nazionale ― Paraguay | Cronologia completa delle presenze e delle reti in nazionale ― Paraguay | Cronologia completa delle presenze e delle reti in nazionale ― Paraguay | Cronologia completa delle presenze e delle reti in nazionale ― Paraguay | Cronologia completa delle presenze e delle reti in nazionale ― Paraguay |
| Data                                                                    | Città                                                                   | In casa                                                                 | Risultato                                                               | Ospiti                                                                  | Competizione                                                            | Reti                                                                    | Note                                                                    |
| ----------------------------------------------------------------------- | ----------------------------------------------------------------------- | ----------------------------------------------------------------------- | ----------------------------------------------------------------------- | ----------------------------------------------------------------------- | ----------------------------------------------------------------------- | ----------------------------------------------------------------------- | ----------------------------------------------------------------------- |
| 27-2-1991                                                               | Campo Grande                                                            | Brasile                                                                 | 1 – 1                                                                   | Paraguay                                                                | Amichevole                                                              | -                                                                       | 79’                                                                     |
| 14-6-1991                                                               | Santa Cruz de la Sierra                                                 | Bolivia                                                                 | 0 – 1                                                                   | Paraguay                                                                | Amichevole                                                              | -                                                                       |                                                                         |
| 16-6-1991                                                               | Asunción                                                                | Paraguay                                                                | 0 – 0                                                                   | Bolivia                                                                 | Amichevole                                                              | -                                                                       | Uscita                                                                  |
| 6-7-1991                                                                | Santiago del Cile                                                       | Paraguay                                                                | 1 – 0                                                                   | Perù                                                                    | Coppa America 1991 - 1º turno                                           | -                                                                       | 69’                                                                     |
| 14-7-1991                                                               | Santiago del Cile                                                       | Cile                                                                    | 4 – 0                                                                   | Paraguay                                                                | Coppa America 1991 - 1º turno                                           | -                                                                       |                                                                         |
| 27-5-1993                                                               | Cochabamba                                                              | Bolivia                                                                 | 2 – 1 (5 – 3 dtr)                                                       | Paraguay                                                                | Copa Paz del Chaco 1993                                                 | -                                                                       |                                                                         |
| 10-6-1993                                                               | Città del Messico                                                       | Messico                                                                 | 3 – 1                                                                   | Paraguay                                                                | Amichevole                                                              | 1                                                                       |                                                                         |
| 18-6-1993                                                               | Cuenca                                                                  | Paraguay                                                                | 1 – 0                                                                   | Cile                                                                    | Coppa America 1993 - 1º turno                                           | -                                                                       |                                                                         |
| 21-6-1993                                                               | Cuenca                                                                  | Paraguay                                                                | 1 – 1                                                                   | Perù                                                                    | Coppa America 1993 - 1º turno                                           | -                                                                       |                                                                         |
| 24-6-1993                                                               | Cuenca                                                                  | Brasile                                                                 | 3 – 0                                                                   | Paraguay                                                                | Coppa America 1993 - 1º turno                                           | -                                                                       | Ammonizione                                                             |
| 26-6-1993                                                               | Quito                                                                   | Ecuador                                                                 | 3 – 0                                                                   | Paraguay                                                                | Coppa America 1993 - Quarti di finale                                   | -                                                                       | 51’                                                                     |
| 1-8-1993                                                                | Barranquilla                                                            | Colombia                                                                | 0 – 0                                                                   | Paraguay                                                                | Qual. Mondiali 1994                                                     | -                                                                       |                                                                         |
| 8-8-1993                                                                | Asunción                                                                | Paraguay                                                                | 1 – 3                                                                   | Argentina                                                               | Qual. Mondiali 1994                                                     | 1                                                                       |                                                                         |
| 15-8-1993                                                               | Asunción                                                                | Paraguay                                                                | 2 – 1                                                                   | Perù                                                                    | Qual. Mondiali 1994                                                     | -                                                                       |                                                                         |
| 22-8-1993                                                               | Asunción                                                                | Paraguay                                                                | 1 – 1                                                                   | Colombia                                                                | Qual. Mondiali 1994                                                     | -                                                                       |                                                                         |
| 29-8-1993                                                               | Buenos Aires                                                            | Argentina                                                               | 0 – 0                                                                   | Paraguay                                                                | Qual. Mondiali 1994                                                     | -                                                                       |                                                                         |
| 5-9-1993                                                                | Lima                                                                    | Perù                                                                    | 2 – 2                                                                   | Paraguay                                                                | Qual. Mondiali 1994                                                     | -                                                                       |                                                                         |
| 9-6-1995                                                                | Asunción                                                                | Paraguay                                                                | 0 – 0 (4 – 3 dtr)                                                       | Bolivia                                                                 | Copa Paz del Chaco 1995                                                 | -                                                                       |                                                                         |
| 17-6-1995                                                               | Iquique                                                                 | Paraguay                                                                | 0 – 0                                                                   | Turchia                                                                 | Copa Centenario                                                         | -                                                                       |                                                                         |
| 19-6-1995                                                               | La Serena                                                               | Cile                                                                    | 0 – 1                                                                   | Paraguay                                                                | Copa Centenario                                                         | -                                                                       | 69’                                                                     |
| 22-6-1995                                                               | Santiago del Cile                                                       | Nuova Zelanda                                                           | 2 – 3                                                                   | Paraguay                                                                | Copa Centenario                                                         | -                                                                       |                                                                         |
| 30-6-1995                                                               | Asunción                                                                | Paraguay                                                                | 1 – 0                                                                   | Ecuador                                                                 | Amichevole                                                              | -                                                                       |                                                                         |
| 6-7-1995                                                                | Maldonado                                                               | Paraguay                                                                | 2 – 1                                                                   | Messico                                                                 | Coppa America 1995 - 1º turno                                           | -                                                                       |                                                                         |
| 9-7-1995                                                                | Montevideo                                                              | Uruguay                                                                 | 1 – 0                                                                   | Paraguay                                                                | Coppa America 1995 - 1º turno                                           | -                                                                       | 46’                                                                     |
| 12-7-1995                                                               | Maldonado                                                               | Venezuela                                                               | 2 – 3                                                                   | Paraguay                                                                | Coppa America 1995 - 1º turno                                           | -                                                                       |                                                                         |
| 16-7-1995                                                               | Montevideo                                                              | Colombia                                                                | 1 – 1 (5 – 4 dtr)                                                       | Paraguay                                                                | Coppa America 1995 - Quarti di finale                                   | -                                                                       |                                                                         |
| 14-2-1996                                                               | Sucre                                                                   | Bolivia                                                                 | 4 – 1                                                                   | Paraguay                                                                | Amichevole                                                              | -                                                                       |                                                                         |
| 21-4-1996                                                               | Asunción                                                                | Paraguay                                                                | 3 – 0                                                                   | Bosnia ed Erzegovina                                                    | Amichevole                                                              | -                                                                       |                                                                         |
| 24-4-1996                                                               | Barranquilla                                                            | Colombia                                                                | 1 – 0                                                                   | Paraguay                                                                | Qual. Mondiali 1998                                                     | -                                                                       | 29’                                                                     |
| 2-6-1996                                                                | Montevideo                                                              | Uruguay                                                                 | 0 – 2                                                                   | Paraguay                                                                | Qual. Mondiali 1998                                                     | -                                                                       | 18’                                                                     |
| 9-10-1996                                                               | Asunción                                                                | Paraguay                                                                | 2 – 1                                                                   | Cile                                                                    | Qual. Mondiali 1998                                                     | -                                                                       |                                                                         |
| 10-11-1996                                                              | Asunción                                                                | Paraguay                                                                | 1 – 0                                                                   | Ecuador                                                                 | Qual. Mondiali 1998                                                     | -                                                                       |                                                                         |
| 15-12-1996                                                              | La Paz                                                                  | Bolivia                                                                 | 0 – 0                                                                   | Paraguay                                                                | Qual. Mondiali 1998                                                     | -                                                                       | 35’                                                                     |
| 6-1-1997                                                                | Asunción                                                                | Paraguay                                                                | 2 – 0                                                                   | Armenia                                                                 | Amichevole                                                              | 1                                                                       |                                                                         |
| 12-1-1997                                                               | Merida                                                                  | Venezuela                                                               | 0 – 2                                                                   | Paraguay                                                                | Qual. Mondiali 1998                                                     | -                                                                       |                                                                         |
| 12-2-1997                                                               | Asunción                                                                | Paraguay                                                                | 2 – 1                                                                   | Perù                                                                    | Qual. Mondiali 1998                                                     | -                                                                       | 15’                                                                     |
| 30-4-1997                                                               | Asunción                                                                | Paraguay                                                                | 3 – 1                                                                   | Uruguay                                                                 | Qual. Mondiali 1998                                                     | -                                                                       |                                                                         |
| 4-6-1997                                                                | Saint Louis                                                             | Stati Uniti                                                             | 0 – 0                                                                   | Paraguay                                                                | Amichevole                                                              | -                                                                       |                                                                         |
| 11-6-1997                                                               | Cochabamba                                                              | Paraguay                                                                | 1 – 0                                                                   | Cile                                                                    | Coppa America 1997 - 1º turno                                           | -                                                                       | Ammonizione                                                             |
| 14-6-1997                                                               | Cochabamba                                                              | Paraguay                                                                | 2 – 0                                                                   | Ecuador                                                                 | Coppa America 1997 - 1º turno                                           | -                                                                       |                                                                         |
| 17-6-1997                                                               | Cochabamba                                                              | Argentina                                                               | 1 – 1                                                                   | Paraguay                                                                | Coppa America 1997 - 1º turno                                           | -                                                                       | Ammonizione                                                             |
| 6-7-1997                                                                | Asunción                                                                | Paraguay                                                                | 1 – 2                                                                   | Argentina                                                               | Qual. Mondiali 1998                                                     | -                                                                       | 55’                                                                     |
| 20-7-1997                                                               | Santiago del Cile                                                       | Cile                                                                    | 2 – 1                                                                   | Paraguay                                                                | Qual. Mondiali 1998                                                     | -                                                                       | 68’                                                                     |
| 20-8-1997                                                               | Quito                                                                   | Ecuador                                                                 | 2 – 1                                                                   | Paraguay                                                                | Qual. Mondiali 1998                                                     | -                                                                       |                                                                         |
| 16-11-1997                                                              | Lima                                                                    | Perù                                                                    | 1 – 0                                                                   | Paraguay                                                                | Qual. Mondiali 1998                                                     | -                                                                       |                                                                         |
| 29-3-2000                                                               | Lima                                                                    | Perù                                                                    | 2 – 0                                                                   | Paraguay                                                                | Qual. Mondiali 2002                                                     | -                                                                       | 66’                                                                     |
| 26-4-2000                                                               | Asunción                                                                | Paraguay                                                                | 1 – 0                                                                   | Uruguay                                                                 | Qual. Mondiali 2002                                                     | -                                                                       | 88’                                                                     |
| 3-6-2000                                                                | Asunción                                                                | Paraguay                                                                | 3 – 1                                                                   | Ecuador                                                                 | Qual. Mondiali 2002                                                     | -                                                                       | 82’                                                                     |
| 9-6-2000                                                                | Sydney                                                                  | Australia                                                               | 0 – 0                                                                   | Paraguay                                                                | Amichevole                                                              | -                                                                       |                                                                         |
| 12-6-2000                                                               | Brisbane                                                                | Australia                                                               | 0 – 0                                                                   | Paraguay                                                                | Amichevole                                                              | -                                                                       |                                                                         |
| 15-6-2000                                                               | Melbourne                                                               | Australia                                                               | 2 – 1                                                                   | Paraguay                                                                | Amichevole                                                              | -                                                                       |                                                                         |
| 21-6-2000                                                               | Ciudad del Este                                                         | Paraguay                                                                | 1 – 0                                                                   | Costa Rica                                                              | Amichevole                                                              | -                                                                       | 54’                                                                     |
| 29-6-2000                                                               | Santiago del Cile                                                       | Cile                                                                    | 3 – 1                                                                   | Paraguay                                                                | Qual. Mondiali 2002                                                     | -                                                                       | 46’                                                                     |
| 27-7-2000                                                               | La Paz                                                                  | Bolivia                                                                 | 0 – 0                                                                   | Paraguay                                                                | Qual. Mondiali 2002                                                     | -                                                                       | 65’                                                                     |
| 16-8-2000                                                               | Buenos Aires                                                            | Argentina                                                               | 1 – 1                                                                   | Paraguay                                                                | Qual. Mondiali 2002                                                     | -                                                                       | 77’                                                                     |
| 7-10-2000                                                               | Bogotà                                                                  | Colombia                                                                | 0 – 2                                                                   | Paraguay                                                                | Qual. Mondiali 2002                                                     | -                                                                       |                                                                         |
| 27-1-2001                                                               | Hong Kong                                                               | Paraguay                                                                | 1 – 1 dts (5 – 6 dtr)                                                   | Corea del Sud                                                           | Coppa Carlsberg                                                         | -                                                                       | Cap. 85’                                                                |
| 28-3-2001                                                               | Montevideo                                                              | Uruguay                                                                 | 0 – 1                                                                   | Paraguay                                                                | Qual. Mondiali 2002                                                     | -                                                                       |                                                                         |
| 24-4-2001                                                               | Quito                                                                   | Ecuador                                                                 | 2 – 1                                                                   | Paraguay                                                                | Qual. Mondiali 2002                                                     | -                                                                       | 7’                                                                      |
| 12-7-2001                                                               | Cali                                                                    | Perù                                                                    | 3 – 3                                                                   | Paraguay                                                                | Coppa America 2001 - 1º turno                                           | -                                                                       | 12’ 59’                                                                 |
| 15-7-2001                                                               | Cali                                                                    | Messico                                                                 | 0 – 0                                                                   | Paraguay                                                                | Coppa America 2001 - 1º turno                                           | -                                                                       | 76’                                                                     |
| 18-7-2001                                                               | Cali                                                                    | Brasile                                                                 | 3 – 1                                                                   | Paraguay                                                                | Coppa America 2001 - 1º turno                                           | -                                                                       | 57’                                                                     |
| 15-8-2001                                                               | Porto Alegre                                                            | Brasile                                                                 | 2 – 0                                                                   | Paraguay                                                                | Qual. Mondiali 2002                                                     | -                                                                       | 37’ 74’                                                                 |
| 5-9-2001                                                                | Asunción                                                                | Paraguay                                                                | 5 – 1                                                                   | Bolivia                                                                 | Qual. Mondiali 2002                                                     | -                                                                       | 80’                                                                     |
| 7-10-2001                                                               | Asunción                                                                | Paraguay                                                                | 2 – 2                                                                   | Argentina                                                               | Qual. Mondiali 2002                                                     | -                                                                       |                                                                         |
| 8-11-2001                                                               | San Cristóbal                                                           | Venezuela                                                               | 3 – 1                                                                   | Paraguay                                                                | Qual. Mondiali 2002                                                     | -                                                                       | 46’                                                                     |
| 14-11-2001                                                              | Asunción                                                                | Paraguay                                                                | 0 – 4                                                                   | Colombia                                                                | Qual. Mondiali 2002                                                     | -                                                                       | 78’                                                                     |
| 13-2-2002                                                               | Asunción                                                                | Paraguay                                                                | 2 – 2                                                                   | Bolivia                                                                 | Amichevole                                                              | 1                                                                       |                                                                         |
| 26-3-2002                                                               | Londra                                                                  | Nigeria                                                                 | 1 – 1                                                                   | Paraguay                                                                | Amichevole                                                              | -                                                                       |                                                                         |
| 17-4-2002                                                               | Birmingham                                                              | Inghilterra                                                             | 4 – 0                                                                   | Paraguay                                                                | Amichevole                                                              | -                                                                       |                                                                         |
| 2-6-2002                                                                | Pusan                                                                   | Paraguay                                                                | 2 – 2                                                                   | Sudafrica                                                               | Mondiali 2002 - 1º turno                                                | -                                                                       | 86’                                                                     |
| 7-6-2002                                                                | Jeonju                                                                  | Spagna                                                                  | 3 – 1                                                                   | Paraguay                                                                | Mondiali 2002 - 1º turno                                                | -                                                                       | 78’                                                                     |
| 15-6-2002                                                               | Seogwipo                                                                | Germania                                                                | 1 – 0                                                                   | Paraguay                                                                | Mondiali 2002 - Ottavi di finale                                        | -                                                                       | 90+1’                                                                   |
| 19-9-2002                                                               | Tabriz                                                                  | Iran                                                                    | 1 – 1                                                                   | Paraguay                                                                | Amichevole                                                              | -                                                                       |                                                                         |
| Totale                                                                  |                                                                         | Presenze                                                                | 74                                                                      |                                                                         | Reti                                                                    | 4                                                                       |                                                                         |

## Palmarès
- Campionato paraguaiano: 5

Cerro Porteño: 1987, 1992, 1994
Club Libertad: 2002, 2003